# Palazzo Crispo

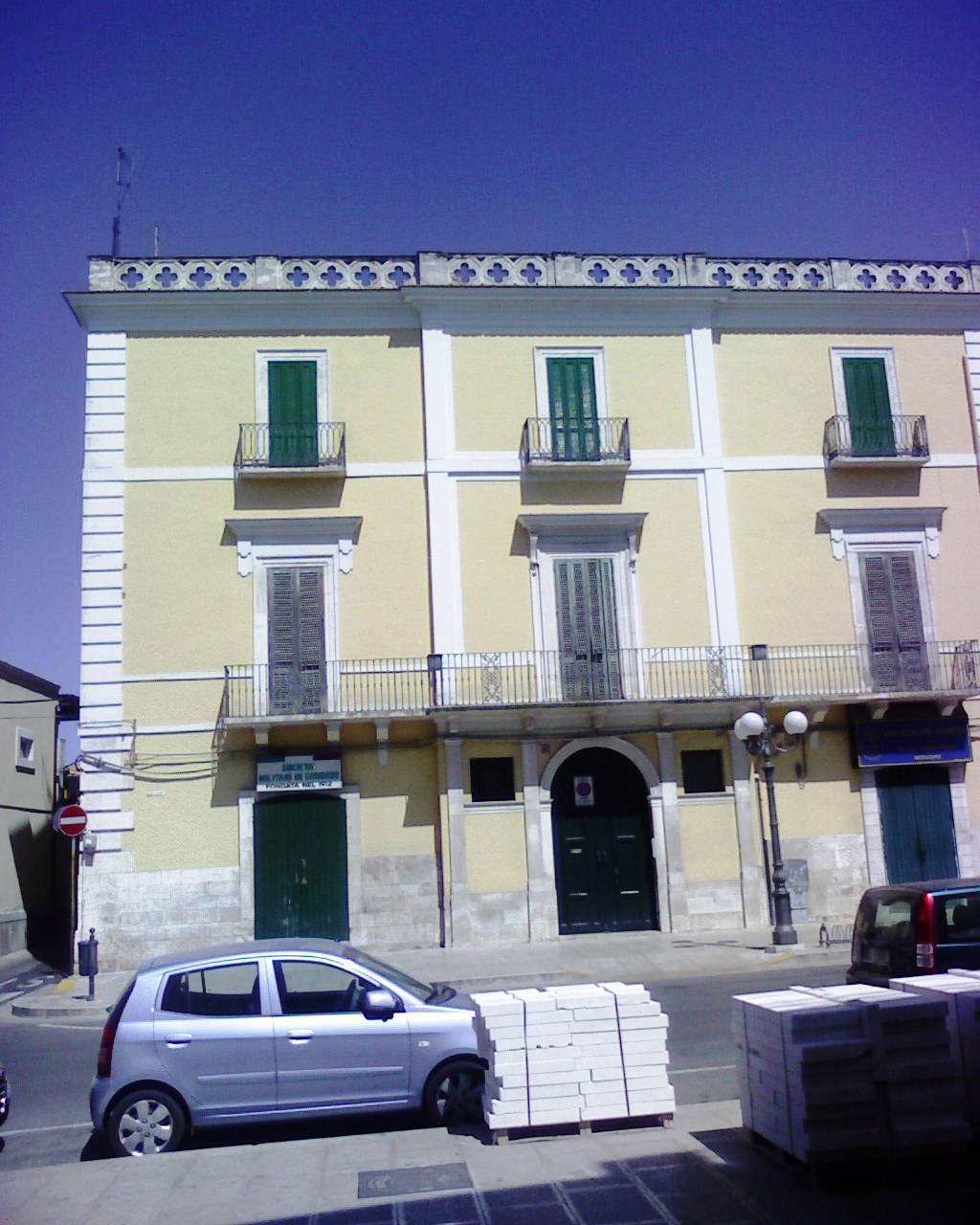
Facciata del palazzo ottocentesco della famiglia Crispo

Palazzo Crispo è un palazzo storico di Modugno (BA) presente in Piazza Sedile. 
È stato realizzato tra la fine del XVIII e l'inizio del XIX secolo seguendo il progetto del bitontino Vincenzo Castellucci e segue uno stile tardo neoclassico. Le lesene verticali dividono in tre la facciata del palazzo. Sul livello stradale si aprono tre ingressi, sul livello superiore ci sono grandi finestre, sormontate da timpani rettangolari, con balcone avente ringhiera in ferro battuto, e finestroni rettangolari al livello superiore. Interessanti sono il coronamento della facciata con traforo floreale e il torrino con merlatura alla ghibellina in evidente contrasto con quella della torre dell'orologio: il generale sardo Alberto Crispo, voleva simboleggiare la rottura tra Casa Savoia e lo Stato della Chiesa. Gli interni del palazzo conservano la struttura, gli affreschi con motivi vegetali e animali mitologici, e gli arredamenti originari. Il palazzo, durante la seconda guerra mondiale venne occupato dalle truppe inglesi. La famiglia Crispo abita il Palazzo ancora oggi. 
Tra i personaggi illustri della famiglia Crispo si ricordano:
- Alberto Crispo Cappai (Sassari, 1851 - Modugno, 1940), generale comandante della divisione di Ravenna e generale di corpo d'armata a Bari durante la prima guerra mondiale, che sposò la modugnese Giovanna Capitaneo;
- Alfredo (Cagliari, 1884 - Modugno, 1962), sindaco di Modugno dal 1920 al 1922 e dal 1924 al 1926, podestà 1927 al 1931 e di nuovo sindaco tra il 1946 e il 1947.